# Parque nacional Kootenay
El parque nacional Kootenay está ubicado en el sureste de Columbia Británica, Canadá. Forma parte del Patrimonio de la Humanidad. Kootenay constituye uno de los cuatro parques de montaña contiguos en las Montañas Rocosas de Canadá, siendo los otros tres el parque nacional Banff, directamente hacia el este, el parque nacional Yoho, directamente hacia el norte, y el parque nacional Jasper, que no comparte frontera con el parque nacional Kootenay. Inicialmente llamado «Parque Dominio Kootenay», el parque fue creado en 1920 como parte de un acuerdo entre la provincia de Columbia Británica y el gobierno federal canadiense. Forma parte del conjunto natural denominado Parque de las Montañas Rocosas Canadienses que fue declarado Patrimonio de la Humanidad por la Unesco en 1984.
Aunque el parque está abierto todo el año, la mayor temporada turística dura de junio a septiembre. La mayoría de los campamentos están abiertos desde principios de mayo a finales de septiembre, mientras que limita el invierno sólo está disponible para acampar en el camping Dolly Varden. 
El parque toma su nombre del río Kootenay, uno de los dos grandes ríos que fluyen a través del parque, el otro es el río Vermillion. Mientras que el río Vemillion está completamente dentro del parque el río Kootenay tiene su cabecera en las afueras de los límites del parque.

## Atracciones
El parque tiene como principales atracciones las Termas, el Lago de Oliva, Marble Canyon, Sinclair y el Cañón de Pintura Ollas. Las aguas termales ofrecen una piscina de aguas termales. La pintura ollas son un grupo de manantiales ricos en hierro frío que burbujea a través de varias pequeñas piscinas y de la tierra. Debido a la relativamente pequeña anchura del parque (cinco millas a cada lado de la carretera), muchas de las atracciones del parque están situados cerca de la carretera y son accesibles en silla de ruedas.
Justo fuera del parque en el suroeste está la entrada de la ciudad de Termas de radio. La ciudad recibe su nombre de las fuentes de aguas termales inodoras situadas en el interior del parque. El nombre se originó en el umbral del siglo XX cuando los promotores trataron de vender las aguas termales como una cura terapéutica. El parque del nordeste se conecta a la salida en el Castillo de Banff. 

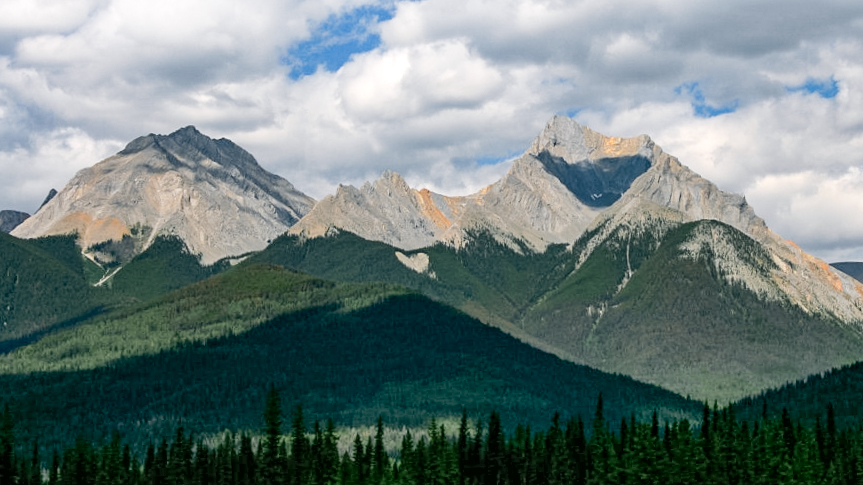
Vista al sureste desde cerca del puerto Sinclair
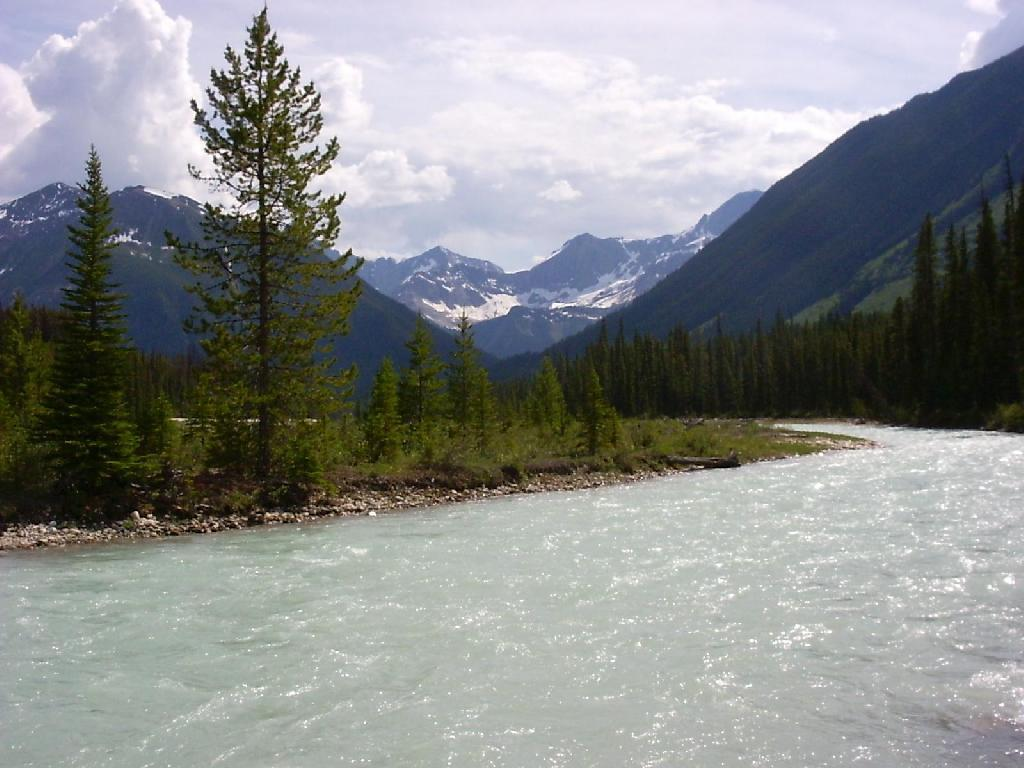
Río Ottertail
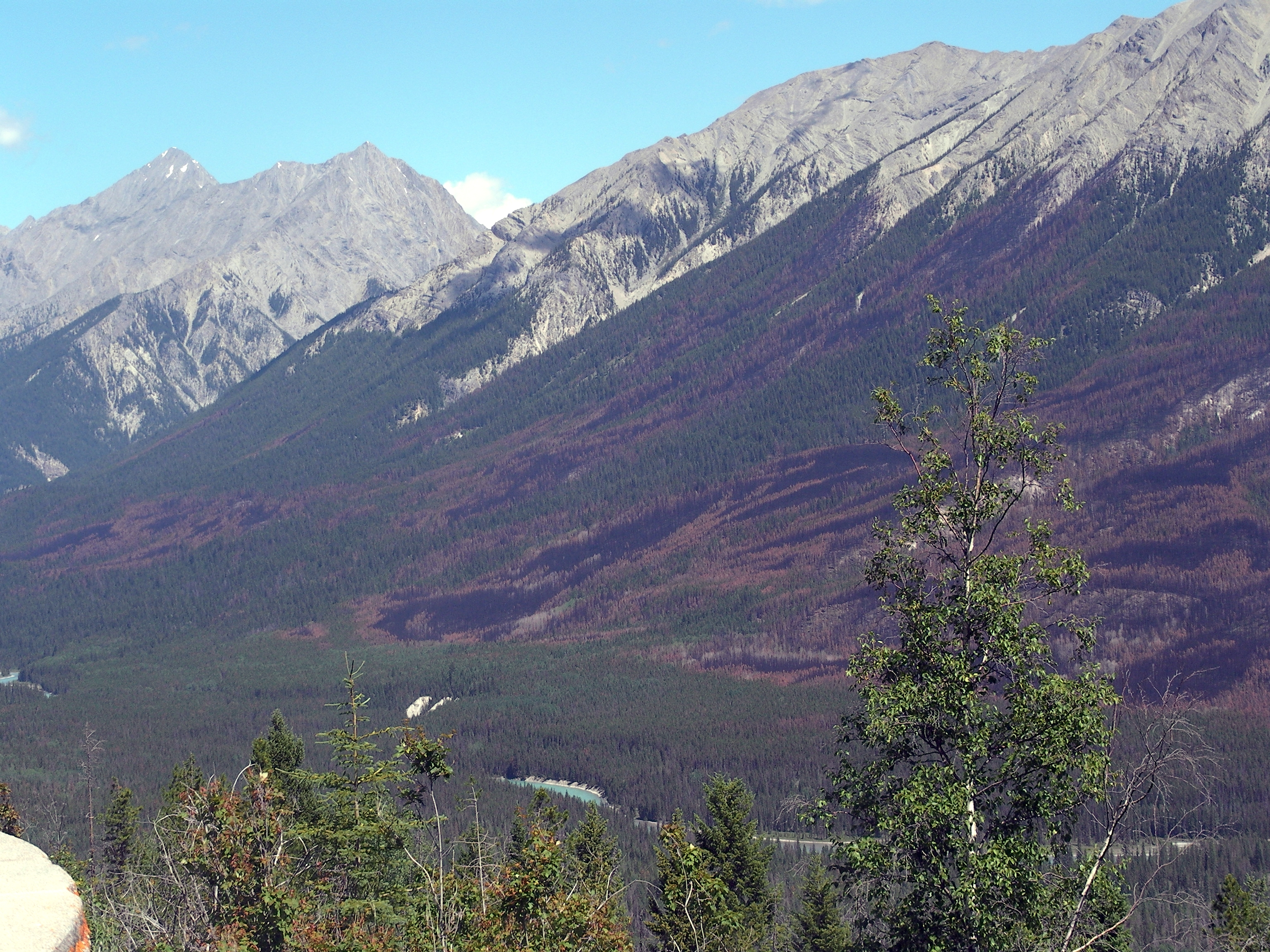
Valle del río Kootenay
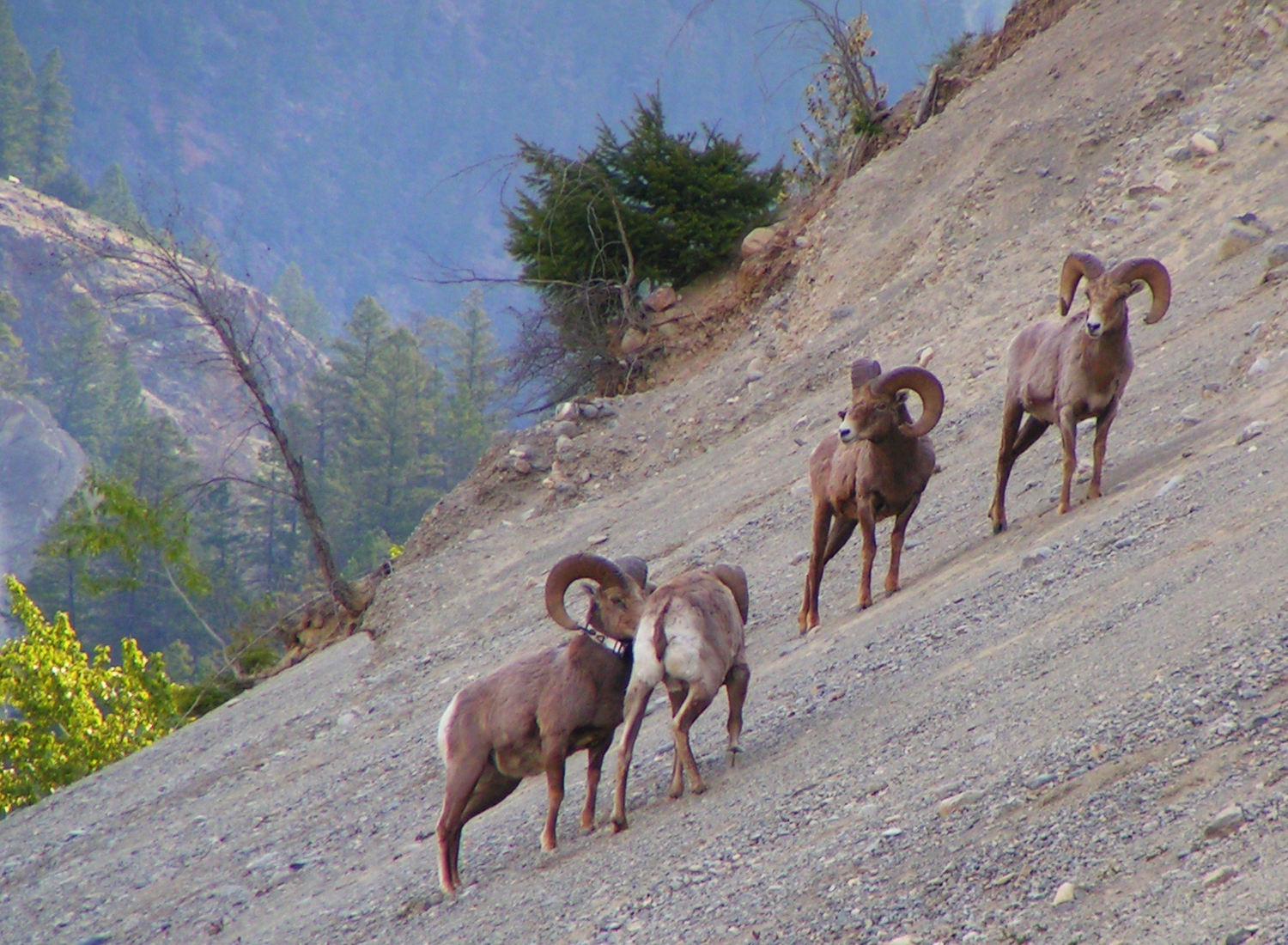
Carnero de las Rocosas
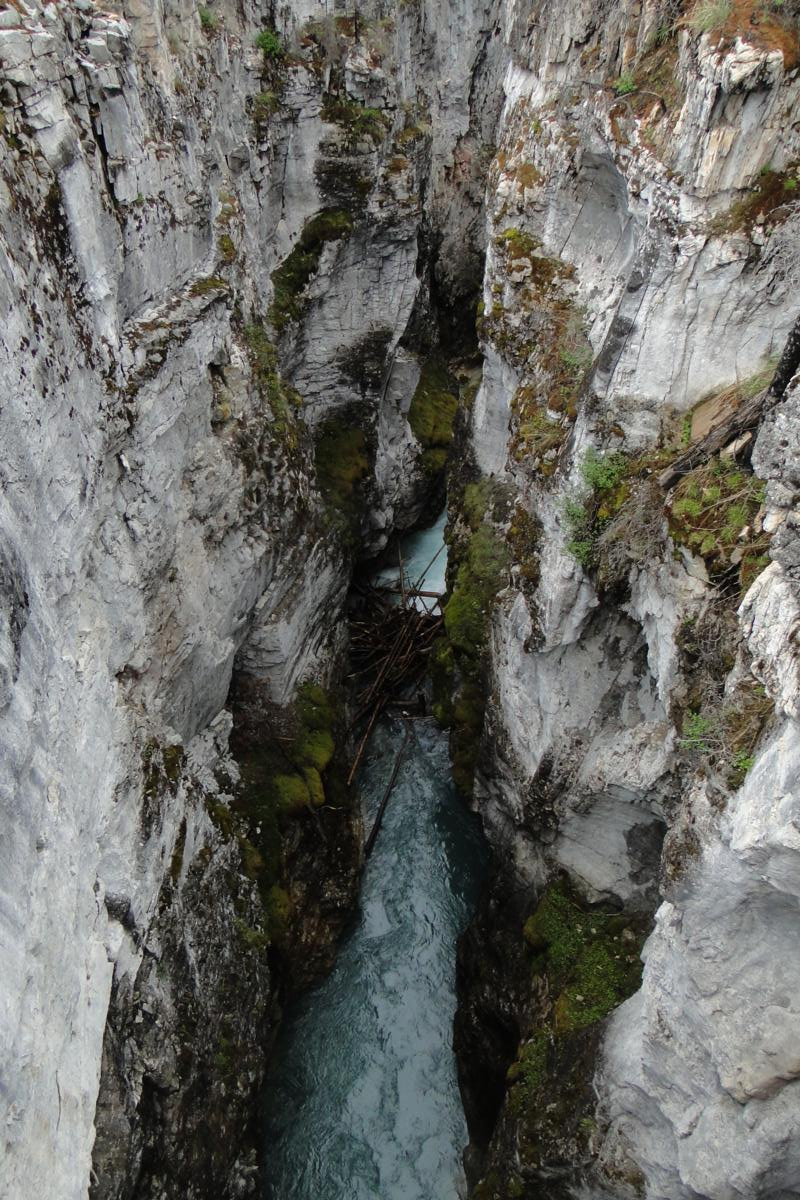
Cañón estrecho y profundo
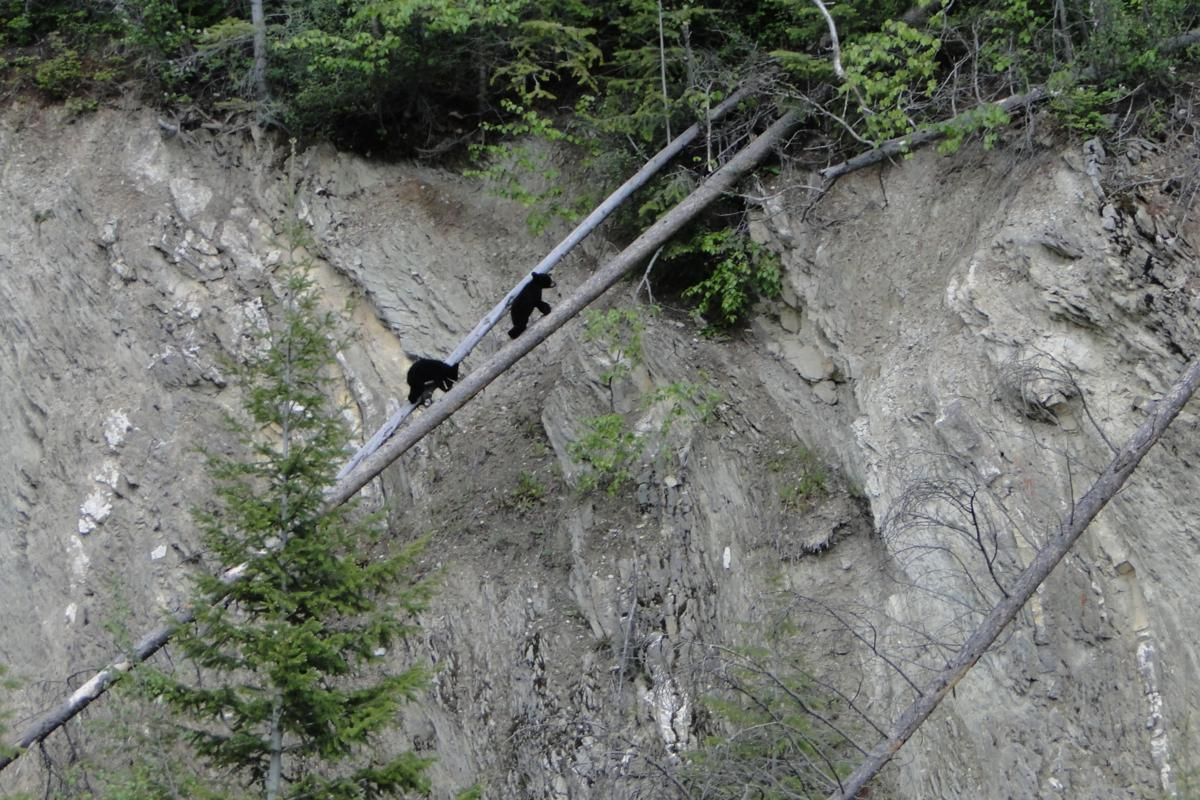
Osos cachorros en el parque